# Колібрі плямистогорлий
Колі́брі плямистогорлий (Thaumasius taczanowskii) — вид серпокрильцеподібних птахів родини колібрієвих (Trochilidae). Ендемік Перу. Вид названий на честь польського зоолога Владислава Тачановського (1819—1890).

## Опис

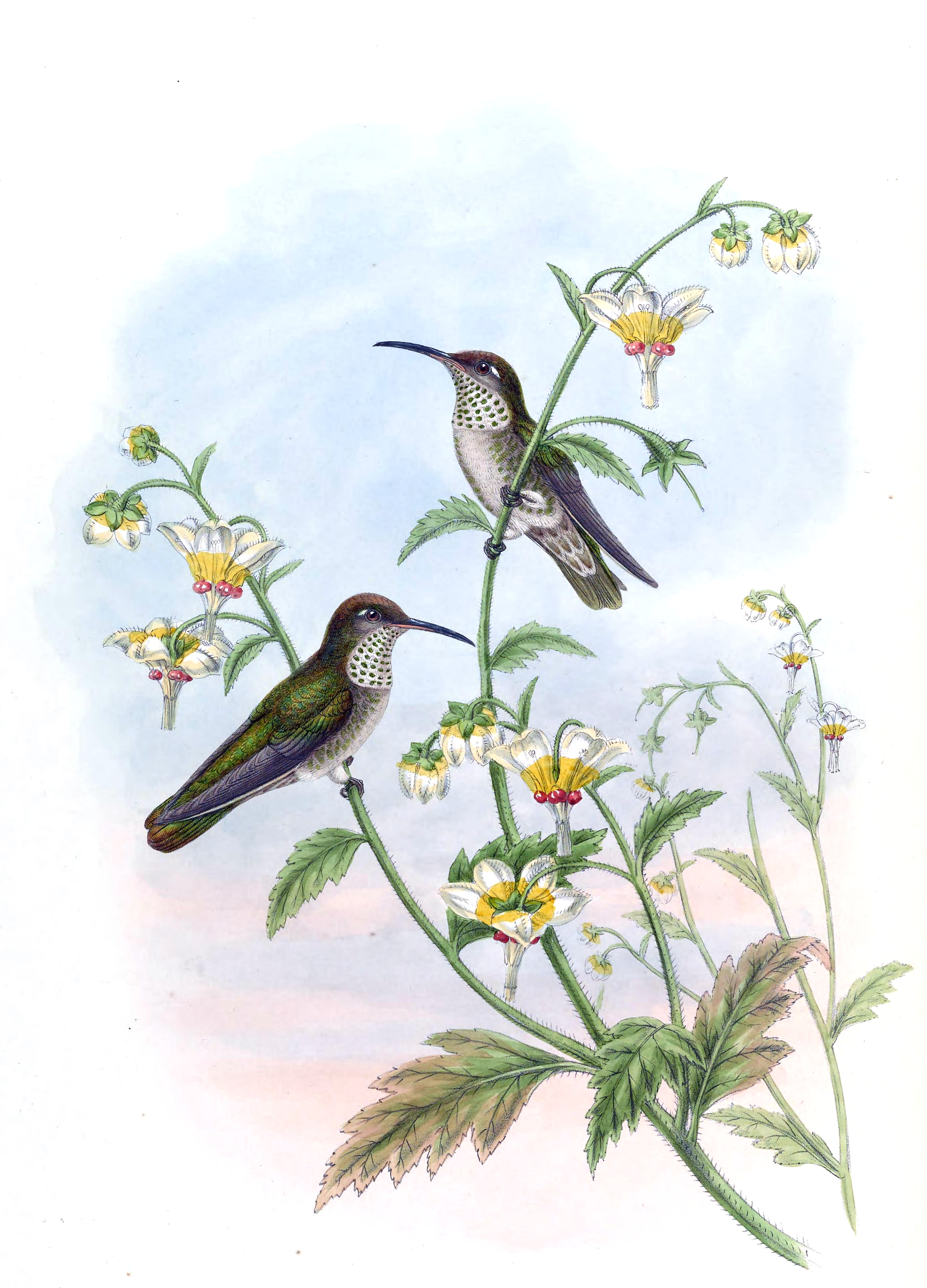
Плямистогорлі колібрі

Довжина птаха становить 11,5-12,5 см, самці важать 7,7 г, самиці 6.9 г. Верхня частина тіла темно-зелена або сірувато-зелена, тім'я і надхвістя бронзово-зелені. За очима невеликі білі плямки. Нижня частина тіла білувата, підборіддя, горло і боки поцятковані золотисто-зеленими плямами. Центральні стернові пера сіро-зелені або коричнювато-зелені, крайні стернові пера сіруваті з коричневими кінчиками. Дзьоб дещо вигнутий, чорний, знизу біля основи сірий або жовтуватий.

## Поширення і екологія
Плямистогорлі колібрі мешкають на західних схилах Перуанських Анд і в долині річки Мараньйон, від кордону з Еквадором до Анкаша. За непідтвердженими свідченнями, вони також зустрічаються в провінції Самора-Чинчипе на крайньому півдні Еквадору. Плямистогорлі колібрі живуть в сухих чагарникових і кактусових заростях і на узліссях сухих тропічних лісів. Зустрічаються на висоті від 350 до 1000 м над рівнем моря, місцями на висоті до 3000 м над рівнем моря. Живляться нектаром квітів, а також дрібними комахами, яких ловлять в польоті.